# 蜜桃成熟时33D
《蜜桃成熟時33D》是一部由錢文錡導演的三級片，為第四套以《蜜桃成熟時》命名的香港電影，該電影是受《3D肉蒲團之極樂寶鑑》票房成功影響下開拍。該片名加入「33D」是一個暗喻胸圍尺寸的噱頭，導演認為33D的尺寸是女孩性標準身材，而擔任女主角的中國演員吳晴晴恰好是33D，所以用該尺寸來命名電影。

## 劇情
講述一位來自2046年的美少女乘坐時光機來到2011年，尋找她所需要的完美基因的故事。

## 演員
| 演員     | 角色        | 備註 |
| 吳晴晴   | 未來        | 來自2046年的地球人，和朗仔行房成功後返回未來 被Xucker1和大哥成摸过胸部                                                          |
| 俞昊翔   | 朗仔        | IT大學男生，和千千、未來發生過性關係                                                                                            |
| 吉澤明步 | 千千        | IT大學的學生，修讀法律系，希望成為一位為女性爭取權益的律師                                                                      |
| 加藤鷹   | Xucker 1    | Xucker星人 |
| 薛晨晞   | Xucker 2    | Xucker星人 |
| 夏敏芝   | 西西        | 千千的好姐妹，IT大學醫學系，對人體構造非常熟悉，於派對後引誘蛋散發生關係 身材火辣 冲凉时被好色的蛋散和废柴偷窥 最后被大哥成强奸 |
| 黎晏孜   | 米亞        | IT大學大一学生,非常纯潔對未知世界充满好奇心，派對後委身廢柴渡過初夜。                                                           |
| 林宜芝   | 珍珍        | IT大學法律系，牙尖嘴利型 |
| 徐浩昌   | 星爺        | 朗仔的同學，喜歡搜羅美女 |
| 郭漢柱   | 蛋散        | 朗仔的同學，近視，和西西發生過一夜情                                                                                            |
| 張建聲   | 廢柴(Felix) | 朗仔的同學，和米亞發生了一夜情                                                                                                  |
| 梁焯滿   | 大哥成      | 摸过未来的胸部 强奸西西 |
| 羅家英   | 禿鷹        | 幫助同學們殺掉了Xucker星人Kartur 2                                                                                              |
| 喬寶寶   | 教授        | IT大學性學教授 |

## 幕后
該片請來了知名日本成人片演員加藤鷹和AV女優吉澤明步參加演出，原本片中有一段加藤鷹身著警察制服強暴穿著學生校服的吉澤明步的戲份，考慮到觀眾的接受能力，最終被刪除。

## 票房
該電影未上映時受到傳媒的一定關注，被認為有可能再次帶動三級片熱潮，可是票房並不理想，上映四日僅收得港幣125萬，票房榜排名第六，成績遠不及預期。

## 曲目
- Light My Fire 作曲：張文輝、連嘉俊﹔填詞：連嘉俊﹔主唱：陳詩慧。
- 夏日熱戀 作曲：張文輝、連嘉俊﹔主唱：陳詩慧。

## 系列
- 1993年 - 蜜桃成熟時（Crazy Love）張肇麟執導，李麗珍主演。
- 1997年 - 蜜桃成熟時1997（The Fruit Is Swelling）錢文錡執導，鍾真主演。
- 1999年 - 蜜桃成熟時3之蜜桃仙子（The Fruit Is Ripe）錢文錡執導，芳正主演。

## 外部連結
- 開眼電影網上《蜜桃成熟时33D》的資料（繁體中文）
- 豆瓣电影上《蜜桃成熟时33D》的資料 （简体中文）
- 时光网上《蜜桃成熟时33D》的資料（简体中文）
- AllMovie上《蜜桃成熟时33D》的资料（英文）
- 爛番茄上《蜜桃成熟时33D》的資料（英文）
- 香港影庫上《蜜桃成熟时33D》的資料（繁體中文）
- 互联网电影数据库（IMDb）上《蜜桃成熟时33D》的资料（英文）